# إنديو
إنديو (بالبرتغالية: Índio‏) مواليد 1 مارس 1931 في البرازيل، هو لاعب كرة قدم برازيلي دولي سابق، كان يلعب في مركز الهجوم. سبق له أن لعب في كأس العالم لكرة القدم مع منتخب بلاده في مونديال 1954.

## المسيرة الاحترافية

### أندية لعب لها
- نادي فلامنغو[7]
- نادي كورينثيانز[8]
- إسبانيول[9]
- نادي أمريكا (ريو دي جانيرو)

## روابط خارجية
- إنديو على موقع الاتحاد الدولي (مؤرشف)  (الإنجليزية)
- إنديو على موقع قاعدة بيانات كرة القدم.إي يو (الإنجليزية)
- إنديو على موقع ناشيونال فوتبول تيمز (الإنجليزية)
- إنديو على موقع Soccerway.com (الإنجليزية)
- إنديو على موقع عالم كرة القدم.نت (الإنجليزية)